# Brenner (cráter)
Brenner es un antiguo cráter de impacto que se encuentra en la escarpada zona sureste de la cara visible de la Luna, situado a un diámetro de distancia del cráter Metius y al noroeste del cráter Fabricius.

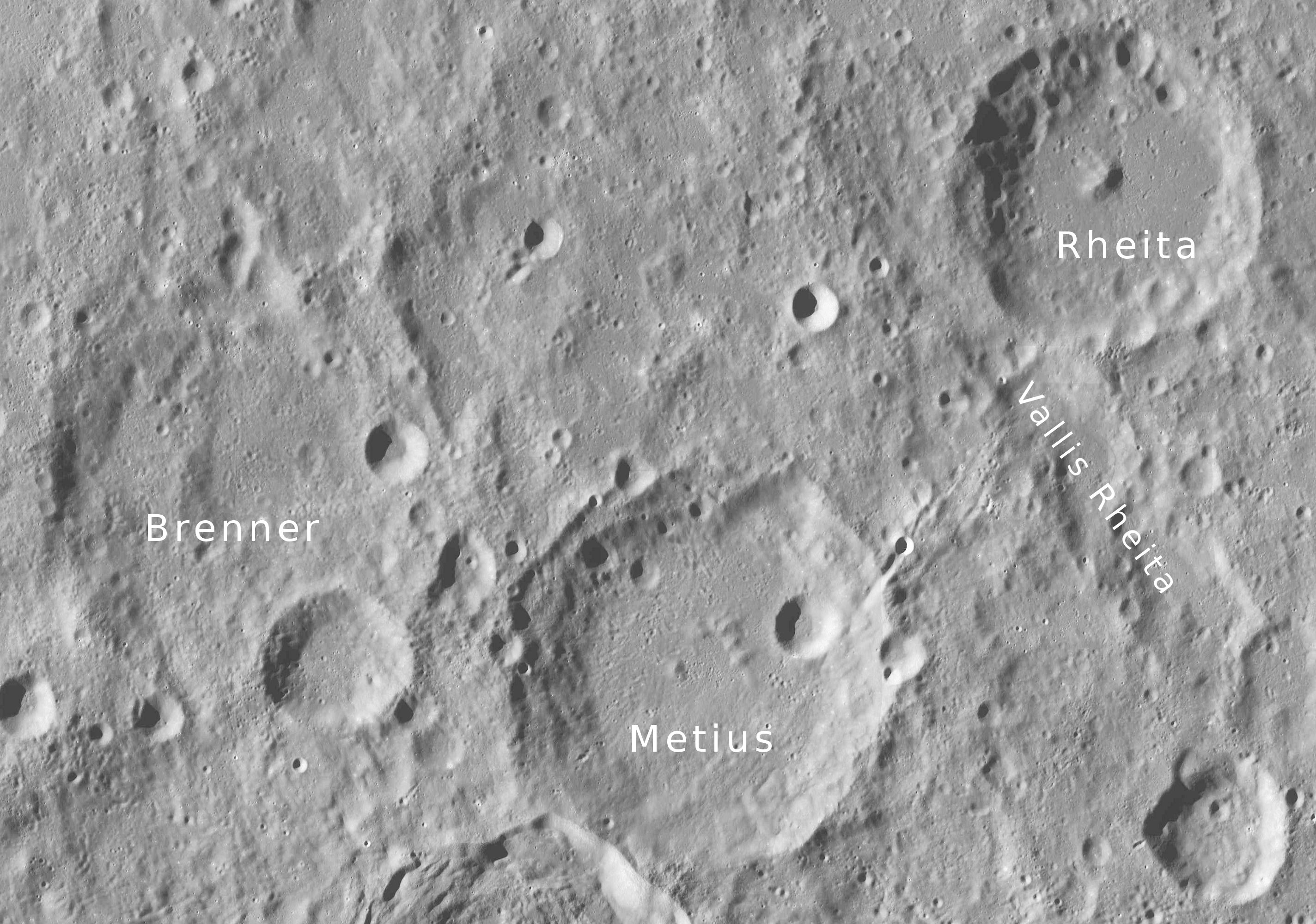
Fotografía de la misión Lunar Reconnaissance Orbiter

Esta antigua formación ha sido profundamente erosionada por impactos posteriores, hasta el punto de que solo la parte occidental todavía se asemeja a un cráter. Este lado contiene el sector más intacto del borde, aunque se ha desgastado hasta formar una cresta baja en la superficie. La parte noreste del cráter se ha regenerado por flujos de lava, reduciéndose a poco más que una parte rugosa e irregular del terreno. El borde sudeste está cubierto por un cráter relativamente antiguo designado Brenner A.
Lleva el nombre del astrónomo serbio Spiridon Gopčević (que también era conocido con el seudónimo de Leo Brenner).

## Cráteres satélite

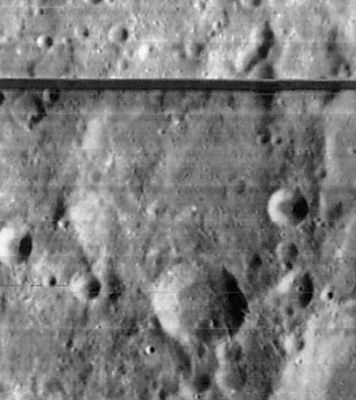
Fotografía de la misión Lunar Orbiter 4

Por convención estos elementos son identificados en los mapas lunares poniendo la letra en el lado del punto medio del cráter que está más cerca de Brenner.
|         | \| Brenner \| Coordenadas \| Diámetro \| \| ------- \| ----------------------------- \| -------- \| \| A \| 40°24′S 40°00′E / -40.4, 40.0 \| 32 km \| \| B \| 37°24′S 41°48′E / -37.4, 41.8 \| 10 km \| \| C \| 36°30′S 41°54′E / -36.5, 41.9 \| 7 km \| \| D \| 36°12′S 38°42′E / -36.2, 38.7 \| 8 km \| \| E \| 38°54′S 40°30′E / -38.9, 40.5 \| 14 km \| \| F \| 40°36′S 37°00′E / -40.6, 37.0 \| 14 km \| \| H \| 36°54′S 38°42′E / -36.9, 38.7 \| 8 km \| \| J \| 37°42′S 36°36′E / -37.7, 36.6 \| 8 km \| \| K \| 38°00′S 37°18′E / -38.0, 37.3 \| 7 km \| \| L \| 38°06′S 36°36′E / -38.1, 36.6 \| 5 km \| \| M \| 38°48′S 36°54′E / -38.8, 36.9 \| 7 km \| \| N \| 39°00′S 36°42′E / -39.0, 36.7 \| 7 km \| \| P \| 38°48′S 35°18′E / -38.8, 35.3 \| 7 km \| \| Q \| 39°12′S 35°54′E / -39.2, 35.9 \| 8 km \| \| R \| 40°42′S 38°18′E / -40.7, 38.3 \| 10 km \| \| S \| 38°24′S 36°12′E / -38.4, 36.2 \| 6 km \| |          |
| Brenner | Coordenadas | Diámetro |
| A       | 40°24′S 40°00′E / -40.4, 40.0 | 32 km    |
| B       | 37°24′S 41°48′E / -37.4, 41.8 | 10 km    |
| C       | 36°30′S 41°54′E / -36.5, 41.9 | 7 km     |
| D       | 36°12′S 38°42′E / -36.2, 38.7 | 8 km     |
| E       | 38°54′S 40°30′E / -38.9, 40.5 | 14 km    |
| F       | 40°36′S 37°00′E / -40.6, 37.0 | 14 km    |
| H       | 36°54′S 38°42′E / -36.9, 38.7 | 8 km     |
| J       | 37°42′S 36°36′E / -37.7, 36.6 | 8 km     |
| K       | 38°00′S 37°18′E / -38.0, 37.3 | 7 km     |
| L       | 38°06′S 36°36′E / -38.1, 36.6 | 5 km     |
| M       | 38°48′S 36°54′E / -38.8, 36.9 | 7 km     |
| N       | 39°00′S 36°42′E / -39.0, 36.7 | 7 km     |
| P       | 38°48′S 35°18′E / -38.8, 35.3 | 7 km     |
| Q       | 39°12′S 35°54′E / -39.2, 35.9 | 8 km     |
| R       | 40°42′S 38°18′E / -40.7, 38.3 | 10 km    |
| S       | 38°24′S 36°12′E / -38.4, 36.2 | 6 km     |